# Гренландский лемминг
Гренландский лемминг (лат. Dicrostonyx groenlandicus) — вид грызунов рода копытных леммингов семейства хомяковых.

## Внешний вид
Длина туловища достигает от 100 до 157 мм, длина хвоста — от 10 до 20 мм, а вес — от 30 до 112 грамм. Накануне зимы некоторые особи могут удваивать свой вес. Летом шерсть светло-серого или рыжевато-коричневого цвета. Типичными для этого вида являются тёмные полосы, длина которых варьируется или бывает сильно размыта. У некоторых экземпляров встречается только одна тёмная полоса. Зимняя шерсть полностью белая, как и у других леммингов. Кроме того, у северного лемминга перед зимой развиваются вильчатые когти, которые облегчают копание снега. Вид отличается от других леммингов более узкой мордой, прямыми резцами и более короткими задними лапами.

## Распространение и среда обитания
Ареал находится в Гренландии, северной Канаде и северной Аляске. Вид можно встретить выше линии лесов в горах, граничащих с Канадой и Аляской. Летом обитает на сухих, иногда скалистых возвышенностях, а зимой — на заснеженных лугах.
Северный лемминг роет нору в оттаявшей земле или в снегу. Нора обычно состоит из туннеля длиной до 6 метров и диаметром до 20 см, а также задней камеры, набитой сеном. В зависимости от времени года пищей служат трава, ветки, цветы, фрукты или почки. В неволе особей можно успешно кормить грибами и мхом. Из-за формы зубов предполагается, что вид также питается насекомыми. Доказательств этому пока нет.
В дикой природе самки обычно рожают три помёта в период с января по сентябрь. После периода беременности в 19-21 день рождается от 1 до 11 особей. При рождении они весят в среднем 3,8 г. Кормятся молоком в течение 15-20 дней и достигают половой зрелости примерно через 40 дней (самки) или 85 дней (самцы). Согласно другому источнику, среднее число помётов в год составляет 8,5, а среднее число детёнышей в помете — 3,4. Как и у других леммингов, заметные колебания популяции происходят в течение нескольких лет.
В неволе отдельные особи достигают возраста 3,3 года. В дикой природе редко живёт дольше одного года.

## Статус
У вида есть целый ряд естественных хищников, включая сов, хищных птиц, чаек, лисиц, волков, росомах и белых медведей. Зимний мех используется эскимосами для украшения одежды.
Существенных угроз для популяции нет. МСОП относит Dicrostonyx groenlandicus к видам, не находящимся под угрозой исчезновения (Least Concern).